# Cuatro Hermanos, Guanajuato
Cuatro Hermanos är en ort i Mexiko.   Den ligger i kommunen San Miguel de Allende och delstaten Guanajuato, i den centrala delen av landet, 220 km nordväst om huvudstaden Mexico City. Cuatro Hermanos ligger 2 117 meter över havet och antalet invånare är 108.
Terrängen runt Cuatro Hermanos är kuperad söderut, men norrut är den platt. Terrängen runt Cuatro Hermanos sluttar norrut. Runt Cuatro Hermanos är det tätbefolkat, med 343 invånare per kvadratkilometer. Närmaste större samhälle är San Miguel de Allende, 14,2 km nordväst om Cuatro Hermanos. Trakten runt Cuatro Hermanos består till största delen av jordbruksmark.